# Octávio Pinto Guimarães
Octávio Pinto Guimarães (Rio de Janeiro, 26 de maio de 1922 - 28 de junho de 1990) foi um dirigente esportivo brasileiro. Foi presidente da Confederação Brasileira de Futebol entre 1986 e 1989, e teve passagens por grandes clubes cariocas em especial do Botafogo de Futebol e Regatas. Também presidiu a antiga Federação Carioca de Futebol (FCF) de 1967 a 1978, e foi o primeiro presidente da Federação de Futebol do Estado do Rio de Janeiro (FERJ), de 1978 a 1985.
Foi eleito presidente da CBF graças a uma manobra de Nabi Abi Chedid, ex-presidente da Federação Paulista de Futebol, dirigente do Clube Atlético Bragantino e deputado estadual em São Paulo. Nabi havia se candidatado à presidência da CBF com Octávio sendo vice em sua chapa em oposição a Medrado Dias, dirigente ligado ao Vasco da Gama e apoiado pelo então presidente da entidade, Giulite Coutinho. Minutos antes da eleição, já especulando que haveria um empate numérico entre os dois candidatos na escolha dos dirigentes votantes, Nabi resolveu inverter a ordem de sua chapa, com ele saindo candidato a vice e Octávio a encabeçando, isso porque o primeiro critério de desempate na votação se daria pela idade dos candidatos: o mais velho, no caso Octávio, seria declarado vencedor. Octávio, já diagnosticado com câncer, acabaria vencendo por um voto de diferença. A Chapa Nabi-Octávio foi apoiado e financiada pelo bicheiro Castor de Andrade.
Em janeiro de 1986, Octávio assume, com mandato cumprido até janeiro de 1989. Sua gestão ficou marcada pelo clima pouco ameno da preparação da Seleção Brasileira para a Copa do Mundo de 1986 (cujo principal fato foi o corte do ponta-direita Renato Gaúcho por indisciplina pelo técnico Telê Santana, seguido pelo pedido voluntário de dispensa do lateral-direito Leandro), pelo confuso e deficitário Campeonato Brasileiro do mesmo ano, o que levou os grandes clubes do país a se juntarem numa agremiação comum, o Clube dos 13, e a organizarem um campeonato brasileiro autônomo no ano seguinte, a Copa União (competição cuja validade gera controvérsia até os dias de hoje), pela transferência da concentração da Seleção para a Granja Comary, em Teresópolis, e por desentendimentos com o antigo aliado, Nabi Abi Chedid. Em 1989, seria eleito Ricardo Terra Teixeira, empresário do setor financeiro e genro do presidente da FIFA (e ex-presidente da antiga CBD), João Havelange. Assim, Octávio seria o último presidente da CBF antes do longo mandato de Teixeira, em vigor até março de 2012.  
Octávio Pinto Guimarães faleceu no Rio de Janeiro em 28 de junho de 1990, vítima de câncer, pouco mais de um ano após deixar o comando da CBF.